# Poesia e errore
Poesia e errore, o Poesia ed errore, è una raccolta di poesie di Franco Fortini, poeta e critico del Novecento.
Il libro venne pubblicato da Feltrinelli nel 1959 e raggruppava la maggior parte delle poesie già apparse nelle raccolte precedenti (Foglio di via, Una facile allegoria, In una strada di Firenze, I destini generali) insieme con numerosi componimenti inediti o pubblicati su riviste.
La seconda edizione, che uscì nel 1969 dall'editore Arnoldo Mondadori Editore nella collana "Lo Specchio", portava alcune modifiche. Il titolo veniva modificato in Poesia e errore, era riportata una nota introduttiva dell'autore, venivano escluse gran parte delle poesie giovanili e veniva data una collocazione diversa ai testi.